# Megachile coelostoma
Megachile coelostoma is een vliesvleugelig insect uit de familie Megachilidae. De wetenschappelijke naam van de soort is voor het eerst geldig gepubliceerd in 1932 door Cockerell.